# Jiří Šantavý
Jiří Šantavý (* 23. dubna 1947 Praha) je český gynekolog, genetik a vysokoškolský pedagog, bývalý dlouholetý přednosta Ústavu lékařské genetiky a fetální medicíny Fakultní nemocnice Olomouc.
Narodil se v roce 1947 v Praze. V roce 1971 vystudoval obor genetika, porodnictví a gynekologie na Lékařské fakultě Univerzity Palackého v Olomouci. Ústav lékařské genetiky a fetální medicíny pomáhal v druhé polovině sedmdesátých letech zakládat. V ústavu poté působil řadu let, konkrétně v gynekologicko-genetické ordinaci. Později se začal věnovat také soukromé lékařské praxi v olomoucké městské části Nová Ulice, ve které působí i po odchodu do důchodu. Stal se rovněž garantem oboru pro Krajskou nemocnici Tomáše Bati ve Zlíně a obor rovněž vyučoval mediky. Působil rovněž v Sanatoriu Helios. Angažuje se v Nadačním fondu fetální medicíny.
V roce 2012 obdržel zlatou medaili České lékařská společnosti Jana Evangelisty Purkyně. V roce 2016 mu rektor Jaroslav Miller udělil za výjimečný přínos Univerzitě Palackého v Olomouci a její Lékařské fakultě medaili UP.
Jeho otcem byl František Šantavý, který během obnovení Univerzity Palackého pomáhal znovuzakládat Lékařskou fakultu. V roce 1973 se mu narodil syn Petr († 2024), který se později stal přednostou Kardiochirurgické kliniky FN Olomouc. V roce 1974 se mu narodila dcera Sylva.